# 微笑 (近藤啓太郎の小説)
『微笑』（びしょう）は、近藤啓太郎が1974年に発表した小説。同作を原作とし、1975年と1978年に放送されたテレビドラマについても以下で扱う。

## ストーリー
近藤啓太郎の一家が千葉県鴨川に在住していた頃、近藤の妻が卵巣癌に侵され、そして息を引き取るまでの闘病記を基にした作品である。苦しみながら病魔と闘う妻と献身的に尽くす夫との夫婦愛、子供たちとのふれあい、周りの人々や友人たちの励ましなどをユーモア、感動を絡めて描いた。

## テレビドラマ

### 1975年版
4月1日から5月20日に日本テレビ系列の火曜22:00 - 22:55（火曜劇場）枠で放送された。

#### キャスト
- 近野由美：高峰秀子
- 近野祐太郎：千秋実
- 近野文（長女）：栗田ひろみ
- 近野祐一郎（長男）：藤江喜幸
- 美恵（お手伝い）：沢田雅美
- 大久保：中村伸郎 - 東三病院の婦人科の医師
- 本村：神山繁 - 祐太郎の友人
- 亀田郁郎：佐藤英夫 - 亀田病院の医師

#### スタッフ
- 原作 - 近藤啓太郎
- 脚本 - 山田信夫
- 演出 - 野末和夫

### 1978年版
7月3日から8月25日にTBS「花王 愛の劇場」枠にて放送された。

#### キャスト
- 多美 - 河内桃子
- 賢太郎 - 山内明
- 文子 - 清水めぐみ
- 賢一郎 - 池田広法

#### スタッフ
- 原作 - 近藤啓太郎
- 脚本 - 秋田佐知子
- 制作 - 東京映画・TBS

#### 主題歌
- 「微笑」（歌：たんぽぽ）
  - 作詞：山口洋子／作曲・編曲：梅垣達志

| 日本テレビ 火曜劇場               | 日本テレビ 火曜劇場      | 日本テレビ 火曜劇場              |
| 前番組                            | 番組名                   | 次番組                           |
| --------------------------------- | ------------------------ | -------------------------------- |
| 薔薇夫人 （1975.1.14 - 3.25）     | 微笑 （1975.4.1 - 5.20） | 夏の影 （1975.5.27 - 10.28）     |
| TBS 花王 愛の劇場                 |                          |                                  |
| 声 赤い耳鳴り （1978.5.8 - 6.30） | 微笑 （1978.7.3 - 8.25） | 愛の終着駅 （1978.8.28 - 10.27） |

| スタブアイコン | サブスタブ | この項目は、まだ閲覧者の調べものの参照としては役立たない、文学に関連した書きかけの項目です。この項目を加筆・訂正などしてくださる協力者を求めています（P:文学、PJ:ライトノベル）。項目が小説家・作家の場合には{Writer-substub}を、文学作品以外の本・雑誌の場合には{Book-substub}を貼り付けてください。 |

| スタブアイコン | サブスタブ | この項目は、まだ閲覧者の調べものの参照としては役立たない、テレビ番組に関連した書きかけの項目です。この項目を加筆・訂正などしてくださる協力者を求めています（P:テレビ/PJ:放送または配信の番組）。 |